# 2000년 2월
| 2000년: 1월 · 2월 · 3월 · 4월 · 5월 · 6월 · 7월 · 8월 · 9월 · 10월 · 11월 · 12월 |

| <          | 2000년 2월 | 2000년 2월   | 2000년 2월 | 2000년 2월 | 2000년 2월 | >          |
| 일         | 월         | 화           | 수         | 목         | 금         | 토         |
|            |            | 1 12.26 기축 | 2 27 경인  | 3 28 신묘  | 4 29 임진  | 5 1.1 계사 |
| 6 2 갑오   | 7 3 을미   | 8 4 병신     | 9 5 정유   | 10 6 무술  | 11 7 기해  | 12 8 경자  |
| 13 9 신축  | 14 10 임인 | 15 11 계묘   | 16 12 갑진 | 17 13 을사 | 18 14 병오 | 19 15 정미 |
| 20 16 무신 | 21 17 기유 | 22 18 경술   | 23 19 신해 | 24 20 임자 | 25 21 계축 | 26 22 갑인 |
| 27 23 을묘 | 28 24 병진 | 29 25 정사   |            |            |            |            |

| 편집하기 |

## 2000년2월 17일
- 윈도우 2000이 출시되었다.

## 2000년2월 11일
- 영국 정부가 북아일랜드 자치권 회수 및 직접 통치를 개시했다.